# Paul Saladin Leonhardt
Paul Saladin Leonhardt (Posen, 13 novembre 1877 – Königsberg, 14 dicembre 1934) è stato uno scacchista tedesco.
Pur non essendo stato tra i più grandi del suo tempo, Leonhardt è ricordato come un giocatore molto brillante, capace di sconfiggere con il suo gioco di attacco la maggior parte dei giocatori di élite, tra cui Siegbert Tarrasch, Amos Burn Savelij Tartakover, Aleksandr Alechin, Aaron Nimzowitsch, Géza Maróczy e Richard Réti. Scrisse una monografia sulla partita spagnola: Zur Spanische Partie (1913). Morì a Königsberg (oggi Kaliningrad) per un attacco cardiaco mentre stava disputando un torneo.

## Principali risultati
- 1903: 1º a Hilversum, dove ottiene il titolo di Maestro[2]
- 1905: 1º ad Amburgo
- 1907: 1º a Copenaghen (davanti a Maróczy e Schlechter); 3º a Carlsbad (vinse Rubinstein davanti a Maroczy)
- 1909: 2º a Göteborg dietro Milan Vidmar; 2º a Stoccolma dietro Rudolf Spielmann
- 1929: 2º a Duisburg dietro Carl Ahues

Nei match perse nel 1906 contro Spielmann (+4 -6 =5) e vinse nel 1911 contro Nimzowitsch (+4 -0 =1). 
Era un grande esperto delle aperture. Diverse varianti prendono il suo nome:
- var. Leonhardt della Spagnola chiusa:  8.c3 Ca5 9.Ac2 c5 10.d4 Dc7 11.h3 Cc6 12.d5 Cb8 13.Cbd2 g5  (ECO C88)
- var. Leonhardt della Siciliana Sozin: 1.e4 c5 2.Cf3 d6 3.d4 cxd4 4.Cxd4 Cf6 5.Cc3 e6 6.Ac4 Cc6 (B88)
- var. Leonhardt del gambetto Evans:  4.b4 Axb4 5.c3 Aa5 6.d4 b5 (C52)
- var. Leonhardt della partita Ponziani: 1.e4 e5 2.Cf3 Cc6 3.c3 d5 4.Da4 Cf6 (C44)
- var. Leonhardt del gambetto Lettone: 1.e4 e5 2.Cf3 f5 3.Cxe5 Df6 4.Cc4 (C40)